# Ferrals-les-Corbières
Ferrals-les-Corbières  est une commune française située dans le nord-est du département de l'Aude, en région Occitanie.
Sur le plan historique et culturel, la commune fait partie du massif des Corbières, un chaos calcaire formant la transition entre le Massif central et les Pyrénées. Exposée à un climat méditerranéen, elle est drainée par l'Orbieu, le ruisseau Paillous et par divers autres petits cours d'eau. La commune possède un patrimoine naturel remarquable : un site Natura 2000 (la « vallée de l'Orbieu ») et trois zones naturelles d'intérêt écologique, faunistique et floristique.
Ferrals-les-Corbières est une commune rurale qui compte 1 267 habitants en 2022, après avoir connu une forte hausse de la population depuis 1975. Elle fait partie de l'aire d'attraction de Narbonne. Ses habitants sont appelés les Ferralais et Ferralaises.

## Géographie

### Localisation
La commune de Ferrals-les-Corbières est située dans les Corbières, à 6 km au sud-ouest de Lézignan-Corbières. Son territoire s'étend sur 15,95 km2 et est traversé par l'Orbieu.

### Communes limitrophes
Les communes limitrophes sont Boutenac, Conilhac-Corbières, Fabrezan, Fontcouverte, Lézignan-Corbières et Thézan-des-Corbières.
| Conilhac-Corbières | Lézignan-Corbières    |                      |
| Fontcouverte       | Ferrals-les-Corbières | Boutenac             |
| Fabrezan           |                       | Thézan-des-Corbières |

### Géologie et relief
Il y avait, naguère, d'importantes carrières de pierre, où l'on extrayait un calcaire dur, d'un grain fin, dont la couleur dominante est le gris jaunâtre, la couleur de l'oxyde de fer.
Ferrals-les-Corbières se situe en zone de sismicité 2 (sismicité faible).

### Hydrographie
La commune est dans la région hydrographique « Côtiers méditerranéens », au sein du bassin hydrographique Rhône-Méditerranée-Corse. Elle est drainée par l'Orbieu, le ruisseau Paillous, le Rec Grand, le ruisseau de la Bouissière, le ruisseau de la Combe en Scié, le ruisseau de la Font de Cabrol, le ruisseau de Mouchette, le ruisseau des Pradels et le ruisseau du Quadéga, qui constituent un réseau hydrographique de 20 km de longueur totale,.
L'Orbieu, d'une longueur totale de 84,1 km, prend sa source dans la commune de Fourtou et s'écoule du sud-ouest vers le nord-est. Il traverse la commune et se jette dans l'Aude à Saint-Nazaire-d'Aude, après avoir traversé 22 communes.

### Climat
Pour des articles plus généraux, voir Climat de l'Occitanie et Climat de l'Aude.
En 2010, le climat de la commune est de type climat méditerranéen franc, selon une étude s'appuyant sur une série de données couvrant la période 1971-2000. En 2020, Météo-France publie une typologie des climats de la France métropolitaine dans laquelle la commune est exposée à un climat méditerranéen et est dans la région climatique Provence, Languedoc-Roussillon, caractérisée par une pluviométrie faible en été, un très bon ensoleillement (2 600 h/an), un été chaud (21,5 °C), un air très sec en été, sec en toutes saisons, des vents forts (fréquence de 40 à 50 % de vents > 5 m/s) et peu de brouillards.
Pour la période 1971-2000, la température annuelle moyenne est de 14,7 °C, avec une amplitude thermique annuelle de 15,9 °C. Le cumul annuel moyen de précipitations est de 612 mm, avec 6,9 jours de précipitations en janvier et 3 jours en juillet. Pour la période 1991-2020, la température moyenne annuelle observée sur la station météorologique la plus proche, située sur la commune de Lézignan-Corbières à 7 km à vol d'oiseau, est de 15,2 °C et le cumul annuel moyen de précipitations est de 678,7 mm,. Pour l'avenir, les paramètres climatiques de la commune estimés pour 2050 selon différents scénarios d'émission de gaz à effet de serre sont consultables sur un site dédié publié par Météo-France en novembre 2022.

### Milieux naturels et biodiversité

#### Réseau Natura 2000

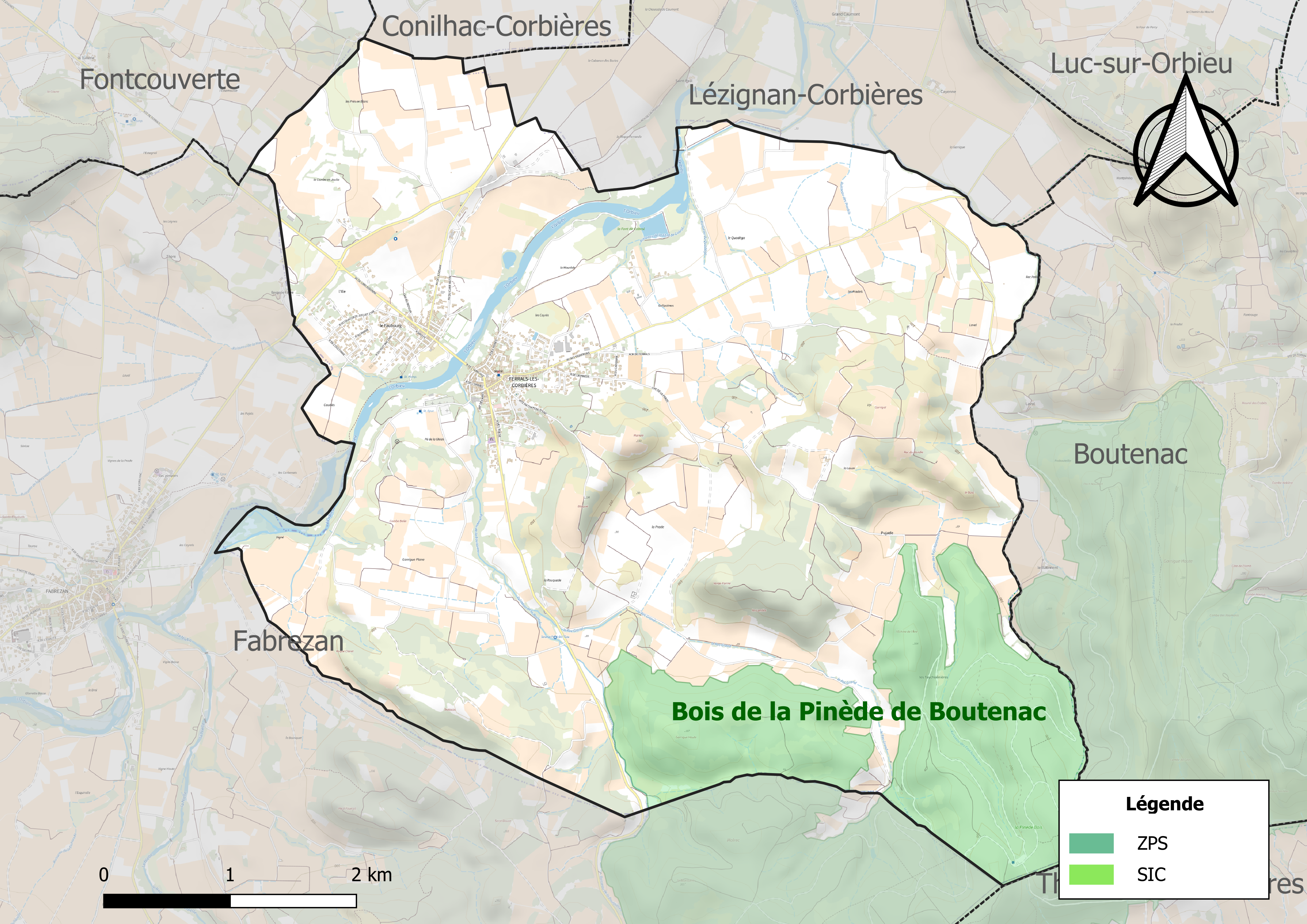
Site Natura 2000 sur le territoire communal.

Le réseau Natura 2000 est un réseau écologique européen de sites naturels d'intérêt écologique élaboré à partir des directives habitats et oiseaux, constitué de zones spéciales de conservation (ZSC) et de zones de protection spéciale (ZPS). Un site Natura 2000 a été défini sur la commune au titre de la directive habitats : la « vallée de l'Orbieu », d'une superficie de 17 765 ha, servant d'habitat, entre autres, pour le Barbeau méridional et du Desman des Pyrénées en limite nord de répartition.

#### Zones naturelles d'intérêt écologique, faunistique et floristique
L’inventaire des zones naturelles d'intérêt écologique, faunistique et floristique (ZNIEFF) a pour objectif de réaliser une couverture des zones les plus intéressantes sur le plan écologique, essentiellement dans la perspective d’améliorer la connaissance du patrimoine naturel national et de fournir aux différents décideurs un outil d’aide à la prise en compte de l’environnement dans l’aménagement du territoire. Une ZNIEFF de type 1 est recensée sur la commune : le « bois de la Pinède de Boutenac » (1 079 ha), couvrant 5 communes du département et deux ZNIEFF de type 2, : 
- les « Corbières centrales » (68 810 ha), couvrant 56 communes dont 54 dans l'Aude et 2 dans les Pyrénées-Orientales[19] ;
- la « vallée aval de l'Orbieu » (445 ha), couvrant 12 communes du département[20].

Carte des ZNIEFF de type 1 et 2 à Ferrals-les-Corbières.
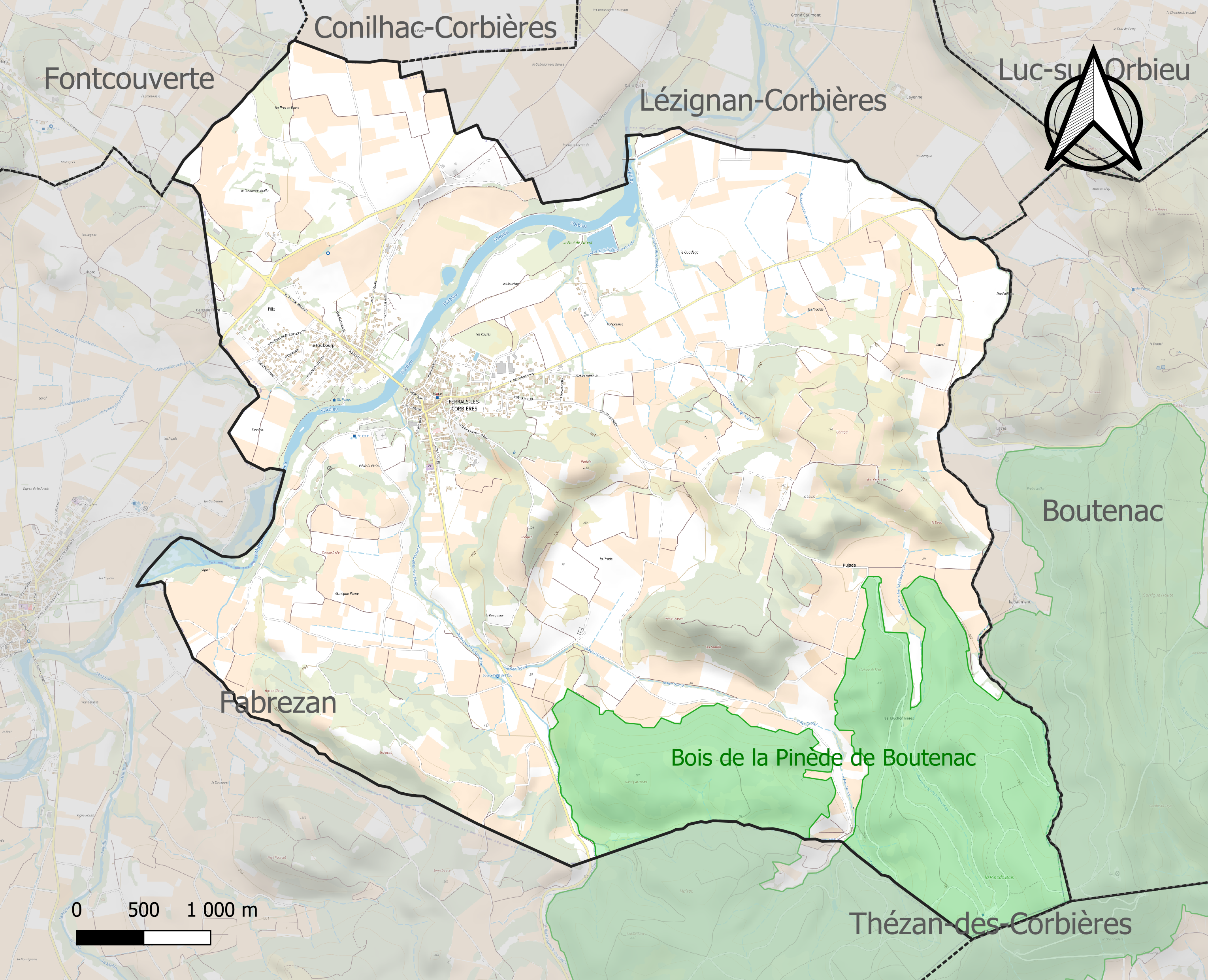
Carte de la ZNIEFF de type 1 sur la commune.
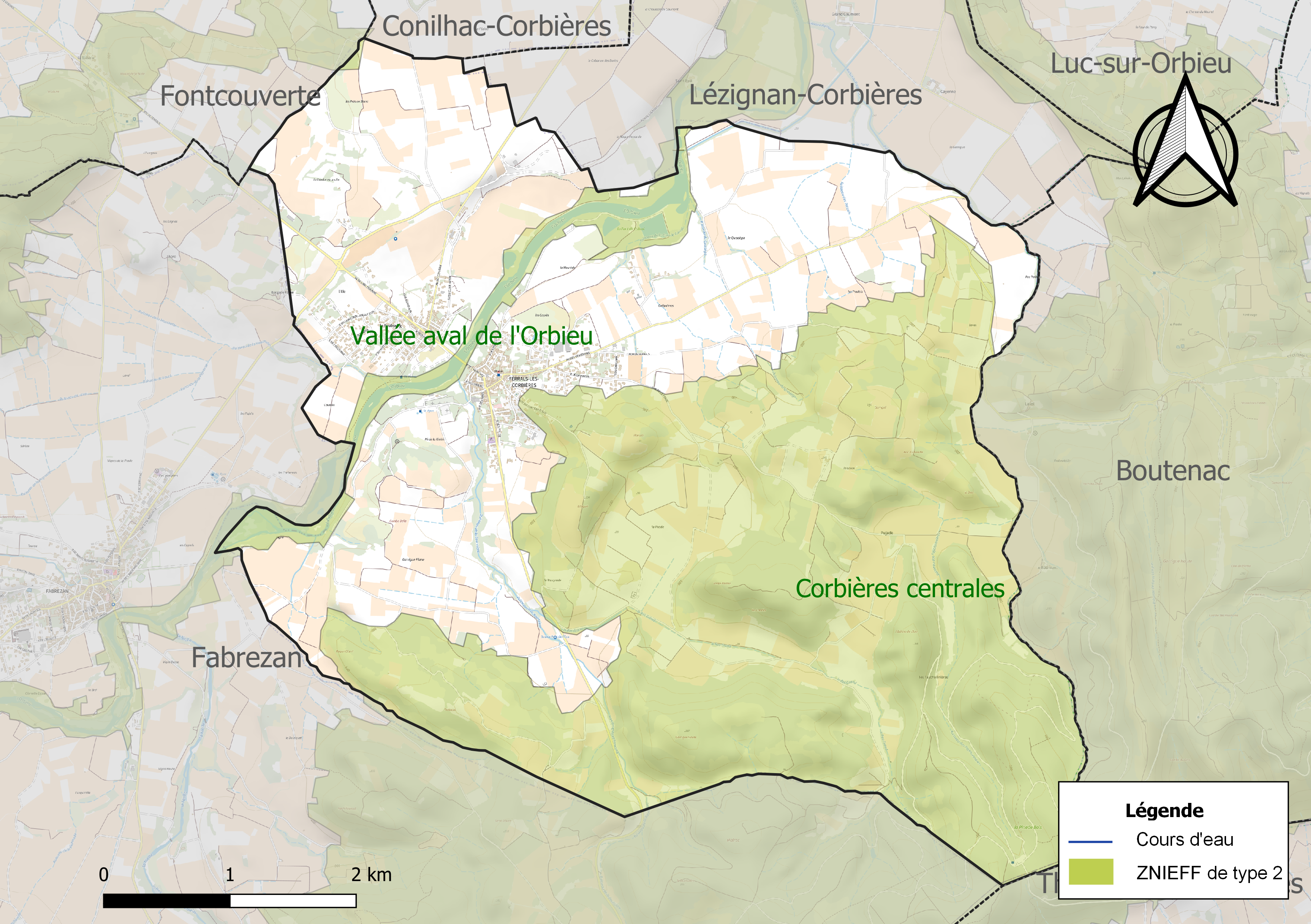
Carte des ZNIEFF de type 2 sur la commune.

## Urbanisme

### Typologie
Au 1er janvier 2024, Ferrals-les-Corbières est catégorisée bourg rural, selon la nouvelle grille communale de densité à 7 niveaux définie par l'Insee en 2022.
Elle est située hors unité urbaine. Par ailleurs la commune fait partie de l'aire d'attraction de Narbonne, dont elle est une commune de la couronne,. Cette aire, qui regroupe 71 communes, est catégorisée dans les aires de 50 000 à moins de 200 000 habitants,.

### Occupation des sols
L'occupation des sols de la commune, telle qu'elle ressort de la base de données européenne d’occupation biophysique des sols Corine Land Cover (CLC), est marquée par l'importance des territoires agricoles (69,8 % en 2018), une proportion sensiblement équivalente à celle de 1990 (69,3 %). La répartition détaillée en 2018 est la suivante : cultures permanentes (55,1 %), zones agricoles hétérogènes (14,7 %), milieux à végétation arbustive et/ou herbacée (13,8 %), forêts (12,1 %), zones urbanisées (4,3 %). L'évolution de l’occupation des sols de la commune et de ses infrastructures peut être observée sur les différentes représentations cartographiques du territoire : la carte de Cassini (XVIIIe siècle), la carte d'état-major (1820-1866) et les cartes ou photos aériennes de l'IGN pour la période actuelle (1950 à aujourd'hui).

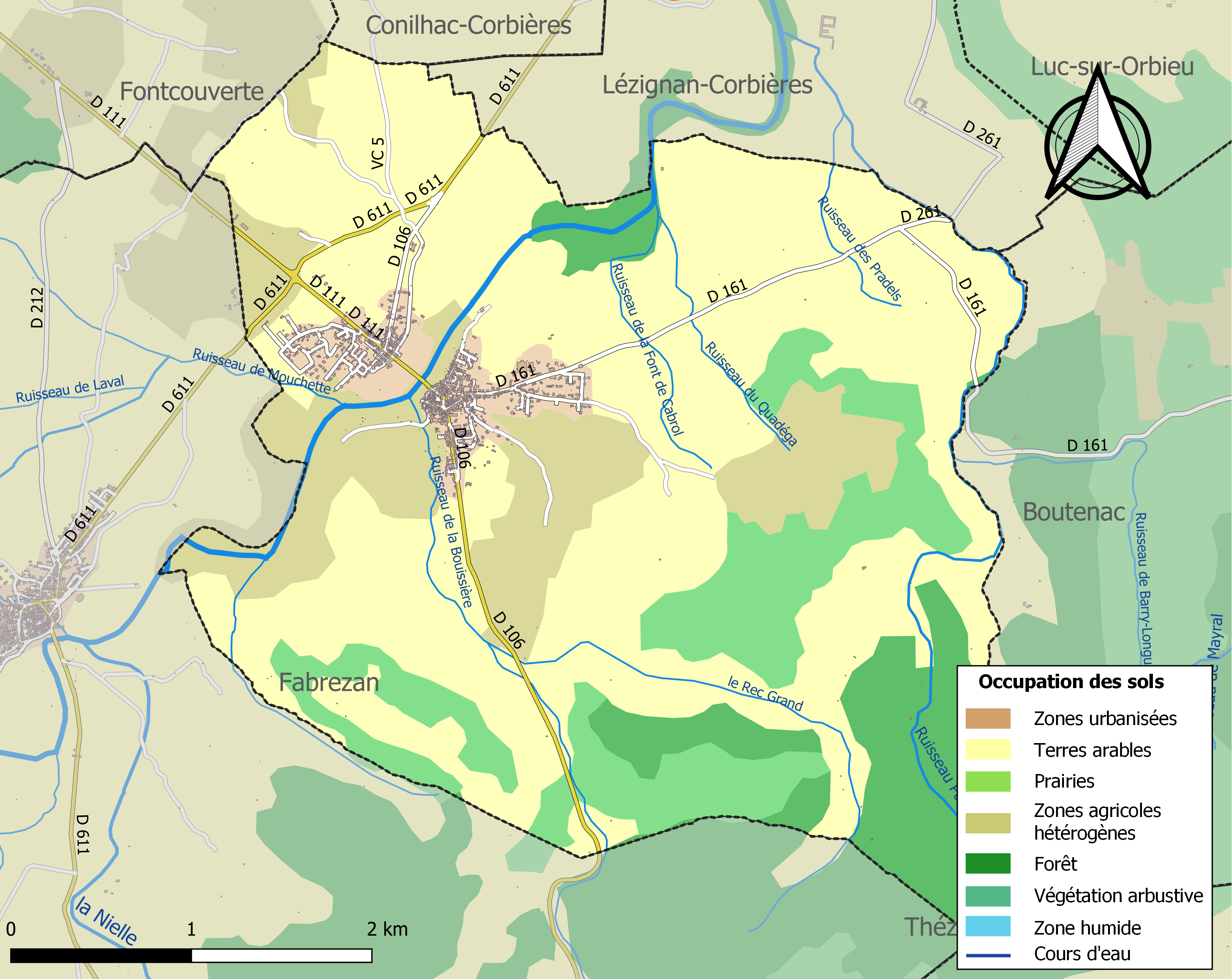
Carte des infrastructures et de l'occupation des sols de la commune en 2018 (CLC).

### Risques majeurs
Le territoire de la commune de Ferrals-les-Corbières est vulnérable à différents aléas naturels : météorologiques (tempête, orage, neige, grand froid, canicule ou sécheresse), inondations, feux de forêts et séisme (sismicité faible). Un site publié par le BRGM permet d'évaluer simplement et rapidement les risques d'un bien localisé soit par son adresse soit par le numéro de sa parcelle.
Certaines parties du territoire communal sont susceptibles d’être affectées par le risque d’inondation par débordement de cours d'eau, notamment l'Orbieu. La commune a été reconnue en état de catastrophe naturelle au titre des dommages causés par les inondations et coulées de boue survenues en 1982, 1986, 1987, 1992, 1996, 1997, 1999, 2005, 2009 et 2018,.

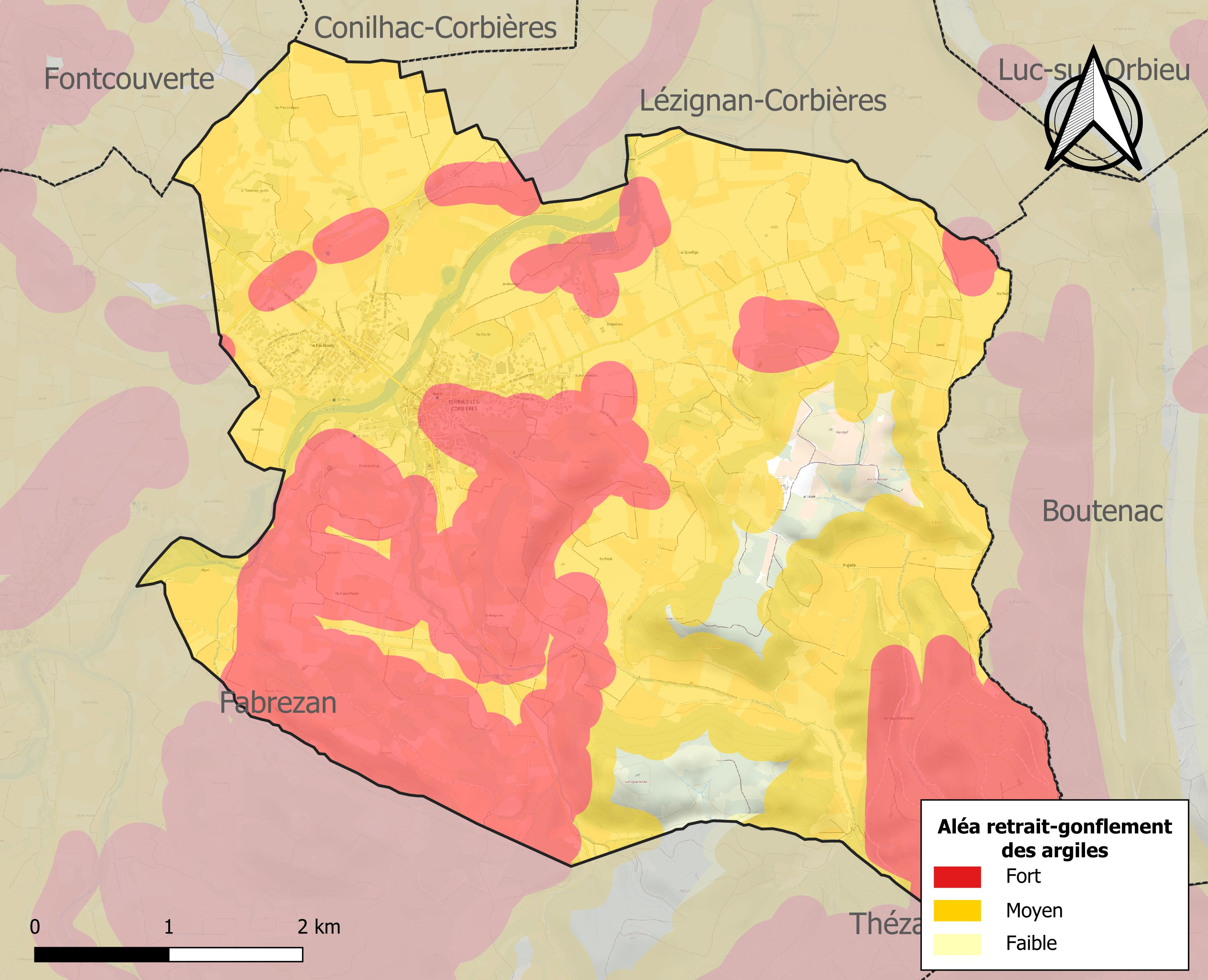
Carte des zones d'aléa retrait-gonflement des sols argileux de Ferrals-les-Corbières.

Le retrait-gonflement des sols argileux est susceptible d'engendrer des dommages importants aux bâtiments en cas d’alternance de périodes de sécheresse et de pluie. 94,4 % de la superficie communale est en aléa moyen ou fort (75,2 % au niveau départemental et 48,5 % au niveau national). Sur les 702 bâtiments dénombrés sur la commune en 2019, 701 sont en aléa moyen ou fort, soit 100 %, à comparer aux 94 % au niveau départemental et 54 % au niveau national. Une cartographie de l'exposition du territoire national au retrait gonflement des sols argileux est disponible sur le site du BRGM,.

## Toponymie
Le nom est attesté sous les formes villa Ferrales en 951, de Ferralibus en 1295.
Ferrals est le pluriel de l'occitan ferral, signifiant « liais, basalte, terrain volcanique ». Il est formé du latin ferrum (« fer »), avec le suffixe -alis, ferrales, en raison de l'existence en ce lieu de mines de fer ou de la présence de forges.

## Politique et administration

### Découpage territorial
La commune de Ferrals-les-Corbières est membre de la communauté de communes de la Région Lézignanaise, Corbières et Minervois, un établissement public de coopération intercommunale (EPCI) à fiscalité propre créé le 20 décembre 2012 dont le siège est à Lézignan-Corbières. Ce dernier est par ailleurs membre d'autres groupements intercommunaux.
Sur le plan administratif, elle est rattachée à l'arrondissement de Narbonne, au département de l'Aude, en tant que circonscription administrative de l'État, et à la région Occitanie.
Sur le plan électoral, elle dépend du canton des Corbières pour l'élection des conseillers départementaux, depuis le redécoupage cantonal de 2014 entré en vigueur en 2015, et de la première circonscription de l'Aude  pour les élections législatives, depuis le redécoupage électoral de 2010.

### Liste des maires
| Période                                  | Période  | Identité        | Étiquette | Qualité                 |
| ---------------------------------------- | -------- | --------------- | --------- | ----------------------- |
| 1902                                     |          | Eugène Le Camus |           |                         |
| avant 1981                               | ?        | Maurice Roques  |           |                         |
| mars 2001                                | En cours | Gérard Barthez  | PS        | Directeur de CINEM'AUDE |
| Les données manquantes sont à compléter. |          |                 |           |                         |

## Population et société

### Démographie
L'évolution du nombre d'habitants est connue à travers les recensements de la population effectués dans la commune depuis 1793. Pour les communes de moins de 10 000 habitants, une enquête de recensement portant sur toute la population est réalisée tous les cinq ans, les populations de référence des années intermédiaires étant quant à elles estimées par interpolation ou extrapolation. Pour la commune, le premier recensement exhaustif entrant dans le cadre du nouveau dispositif a été réalisé en 2005.

En 2022, la commune comptait 1 267 habitants, en évolution de +7,28 % par rapport à 2016 (Aude : +2,65 %, France hors Mayotte : +2,11 %).
| 1793 | 1800 | 1806 | 1821 | 1831 | 1836 | 1841 | 1846 | 1851 |
| ---- | ---- | ---- | ---- | ---- | ---- | ---- | ---- | ---- |
| 401  | 525  | 592  | 491  | 679  | 672  | 742  | 849  | 813  |

| 1856 | 1861 | 1866  | 1872  | 1876  | 1881  | 1886  | 1891  | 1896  |
| ---- | ---- | ----- | ----- | ----- | ----- | ----- | ----- | ----- |
| 911  | 976  | 1 147 | 1 255 | 1 529 | 1 740 | 1 597 | 1 553 | 1 476 |

| 1901  | 1906  | 1911  | 1921  | 1926  | 1931  | 1936  | 1946  | 1954  |
| ----- | ----- | ----- | ----- | ----- | ----- | ----- | ----- | ----- |
| 1 497 | 1 370 | 1 256 | 1 220 | 1 241 | 1 175 | 1 152 | 1 052 | 1 082 |

| 1962  | 1968  | 1975  | 1982 | 1990  | 1999  | 2005  | 2006  | 2010  |
| ----- | ----- | ----- | ---- | ----- | ----- | ----- | ----- | ----- |
| 1 053 | 1 080 | 1 057 | 972  | 1 019 | 1 004 | 1 034 | 1 027 | 1 135 |

| 2015  | 2020  | 2022  | - | - | - | - | - | - |
| ----- | ----- | ----- | - | - | - | - | - | - |
| 1 173 | 1 256 | 1 267 | - | - | - | - | - | - |

### Enseignement
L'école primaire de Ferrals compte 5 classes de la maternelle au CM2 avec en moyenne 115 enfants.

### Sports
La ville de Ferrals compte un club de rugby à XIII, l'Union sportive Ferralaise XIII, qui fut vice-champion de Nationale 2 et qui ne perdit la finale que d'un seul point face à Saint-Cyprien. Le club, comme la ville, est touché par les inondations du mois d'octobre 2018.
La commune dispose aussi d'un club de tennis, le tennis club ferrals ou tennis club ferralais.

## Économie

### Revenus
En 2018  (données Insee publiées en septembre 2021), la commune compte 570 ménages fiscaux, regroupant 1 221 personnes. La médiane du revenu disponible par unité de consommation est de 18 040 € (19 240 € dans le département).

### Emploi
| Division       | 2008   | 2013   | 2018   |
| -------------- | ------ | ------ | ------ |
| Commune        | 10,1 % | 11,4 % | 11,3 % |
| Département    | 10,2 % | 12,8 % | 12,6 % |
| France entière | 8,3 %  | 10 %   | 10 %   |

En 2018, la population âgée de 15 à 64 ans s'élève à 682 personnes, parmi lesquelles on compte 71,7 % d'actifs (60,3 % ayant un emploi et 11,3 % de chômeurs) et 28,3 % d'inactifs,. Depuis 2008, le taux de chômage communal (au sens du recensement) des 15-64 ans est inférieur à celui du département, mais supérieur à celui de la France.
La commune fait partie de la couronne de l'aire d'attraction de Narbonne, du fait qu'au moins 15 % des actifs travaillent dans le pôle,. Elle compte 171 emplois en 2018, contre 169 en 2013 et 163 en 2008. Le nombre d'actifs ayant un emploi résidant dans la commune est de 421, soit un indicateur de concentration d'emploi de 40,7 % et un taux d'activité parmi les 15 ans ou plus de 48,2 %.
Sur ces 421 actifs de 15 ans ou plus ayant un emploi, 122 travaillent dans la commune, soit 29 % des habitants. Pour se rendre au travail, 88,1 % des habitants utilisent un véhicule personnel ou de fonction à quatre roues, 1,1 % les transports en commun, 4,1 % s'y rendent en deux-roues, à vélo ou à pied et 6,7 % n'ont pas besoin de transport (travail au domicile).

### Activités hors agriculture

#### Secteurs d'activités
90 établissements sont implantés  à Ferrals-les-Corbières au 31 décembre 2019. Le tableau ci-dessous en détaille le nombre par secteur d'activité et compare les ratios avec ceux du département,.
| Secteur d'activité                                                                                        | Commune | Commune | Département |
| Secteur d'activité                                                                                        | Nombre  | %       | %           |
| --- | ------- | ------- | ----------- |
| Ensemble                                                                                                  | 90      | 100 %   | (100 %)     |
| Industrie manufacturière, industries extractives et autres                                                | 9       | 10 %    | (8,8 %)     |
| Construction                                                                                              | 15      | 16,7 %  | (14 %)      |
| Commerce de gros et de détail, transports, hébergement et restauration                                    | 28      | 31,1 %  | (32,3 %)    |
| Information et communication                                                                              | 2       | 2,2 %   | (1,6 %)     |
| Activités financières et d'assurance                                                                      | 3       | 3,3 %   | (2,7 %)     |
| Activités immobilières                                                                                    | 5       | 5,6 %   | (5,2 %)     |
| Activités spécialisées, scientifiques et techniques et activités de services administratifs et de soutien | 4       | 4,4 %   | (13,3 %)    |
| Administration publique, enseignement, santé humaine et action sociale                                    | 12      | 13,3 %  | (13,2 %)    |
| Autres activités de services                                                                              | 12      | 13,3 %  | (8,8 %)     |

Le secteur du commerce de gros et de détail, des transports, de l'hébergement et de la restauration est prépondérant sur la commune puisqu'il représente 31,1 % du nombre total d'établissements de la commune (28 sur les 90 entreprises implantées à Ferrals-les-Corbières), contre 32,3 % au niveau départemental.

#### Entreprises
Les deux entreprises ayant leur siège social sur le territoire communal qui génèrent le plus de chiffre d'affaires en 2020 sont : 
- Garage Mateo, entretien et réparation de véhicules automobiles légers (791 k€) ;
- Archipel 21, conseil pour les affaires et autres conseils de gestion (123 k€).

### Agriculture
La commune fait partie de la petite région agricole dénommée « Région viticole ». En 2010, l'orientation technico-économique de l'agriculture  sur la commune est la viticulture (appellation et autre).
|                                   | 1988  | 2000  | 2010 |
| --------------------------------- | ----- | ----- | ---- |
| Exploitations                     | 155   | 93    | 54   |
| Superficie agricole utilisée (ha) | 1 228 | 1 080 | 658  |

Le nombre d'exploitations agricoles en activité et ayant leur siège dans la commune est passé de 155 lors du recensement agricole de 1988 à 93 en 2000 puis à 54 en 2010, soit une baisse de 65 % en 22 ans. Le même mouvement est observé à l'échelle du département, qui a perdu pendant cette période 52 % de ses exploitations. La surface agricole utilisée sur la commune a également diminué, passant de 1 228 ha en 1988 à 658 ha en 2010. Parallèlement, la surface agricole utilisée moyenne par exploitation a augmenté, passant de 8 à 12 ha.

## Culture locale et patrimoine

### Lieux et monuments
- Église Saint-Genès de Ferrals-les-Corbières
- Vestiges d'un ancien château fort

### Personnalités liées à la commune

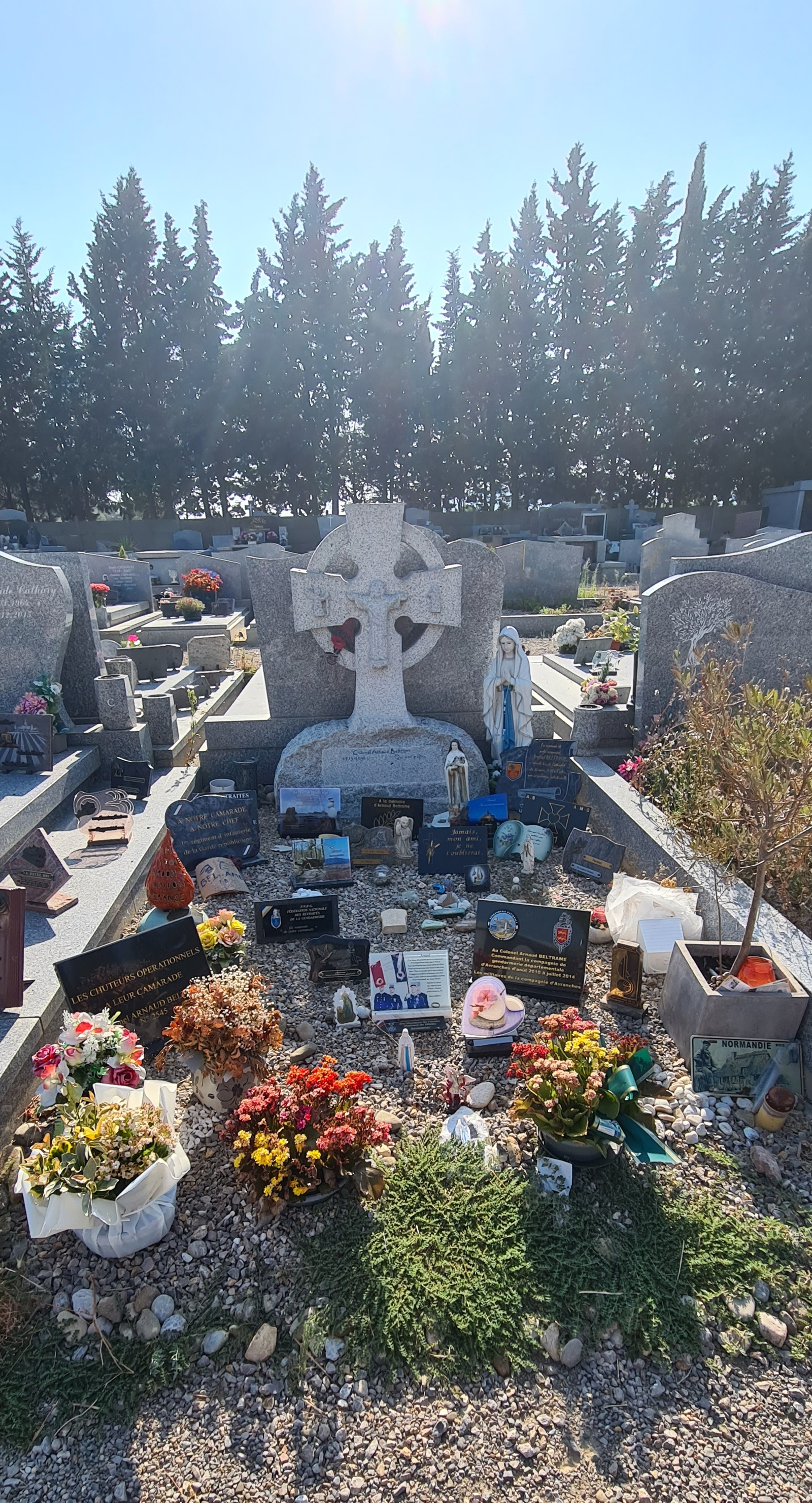
La tombe d'Arnaud Beltrame, le 11 août 2025.

- Nicolas de La Jugie (1315-1376), seigneur de Ferrals-les-Corbières
- Guillaume de La Jugie (1317-1374), cardinal
- Arnaud Beltrame (1973-2018), colonel de gendarmerie, commandeur dans l'ordre de la Légion d'honneur, victime du terrorisme islamiste, résident de Ferrals-les-Corbières, où il est enterré[43].

### Héraldique
| Carbonne | Son blasonnement est : D'or au pal fuselé d'argent et d'azur. |